# Joseph Spencer
Joseph Spencer (* 3. Oktober 1714 in East Haddam, Kolonie Connecticut; † 13. Januar 1789 ebenda) war ein US-amerikanischer Politiker. Im Jahr 1779 war er Delegierter für Connecticut im Kontinentalkongress.

## Werdegang
Joseph Spencer besuchte die öffentlichen Schulen seiner Heimat. Nach einem anschließenden Jurastudium am Yale College und seiner Zulassung als Rechtsanwalt begann er in diesem Beruf zu arbeiten. Außerdem bekleidete er in seiner Heimat verschiedene lokale Ämter; dazu gehörte auch der Posten eines Nachlassrichters, den er im Jahr 1753 übernahm. Seit 1747 gehörte er auch als Offizier der kolonialen Miliz an, nahm am King George’s War teil und fiel dabei durch seine Tapferkeit auf und erreichte den Rang eines Colonels.
In den 1770er Jahren schloss sich Spencer der Revolutionsbewegung an. Im Jahr 1776 war er Mitglied des Regierungsrates (Connecticut Council) seines Staates. Während des Unabhängigkeitskrieges diente Spencer bis 1778 zunächst als Brigadegeneral und dann als Generalmajor in der Kontinentalarmee. Dann musste er den Militärdienst quittieren, weil gegen ihn eine Untersuchung wegen militärischen Fehlverhaltens lief. Im Jahr 1779 vertrat er Connecticut im Kontinentalkongress und zwischen 1780 und 1789 gehörte er erneut dem Regierungsrat seines Staates an. Er starb am 13. Januar 1789 in seiner Heimatstadt East Haddam.